# Identikids
Identikids è un programma televisivo, ideato da DeaKids, al pari di The Band, Viky Tv e Diari Kids, trasmesso la sera tarda su Super!; la serie si sviluppa come una raccolta di video divertenti e interessanti, raccolti dalla protagonista che ha una propria storia e in ogni episodio parla con dei bambini, inviati e scelti sul sito di DeaKids.

## Sviluppo e trama
La serie narra di Martina che in passato è stata affidata dai genitori cosmonauti ad un robot, Martin (voce di Rodolfo Baldini), ma a causa di una tempesta nello Spazio non sono mai riusciti ad arrivare a destinazione, per questo Martina è l'unica umana a non aver mai messo piede sulla Terra; e allora invia domande a dei bambini che la informano sulla Terra per non arrivare completamente priva di conoscenze, instaurando collegamenti con ragazzi attraverso video chiamate.
Ogni volta inoltre manda in onda vari spezzoni di carattere comico o interessante dal punto di vista scientifico, al fine di interessare gli ascoltatori.
Martina Carletti interpreta Martina, mentre gli invitati ad interagire sono vari ragazzini.
È interessante notare che una ragazzina inviata ad interagire con Martina è Angelica Cinquantini, attrice nota in seguito per aver interpretato il ruolo di Matilde nella serie televisiva I Cesaroni.